# Scaligeria samarkandica
Scaligeria samarkandica är en flockblommig växtart som beskrevs av Jevgenij Korovin. Scaligeria samarkandica ingår i släktet Scaligeria och familjen flockblommiga växter. Inga underarter finns listade i Catalogue of Life.